# Татьяна Слама-Козаку
Татьяна Слама-Козаку (рум. Tatiana Slama-Cazacu; *25 січня 1920, Бухарест — †5 квітня 2011) — румунський психолінгвіст, голова Міжнародної організації прикладної психолінгвістики (ISAPL — International Society of Applied Psycholinguistics).

## Біографія
Закінчила Бухарестський університет з магістерськими дипломами з філософії (1942) і філології (1943, дипломна робота по драматургії Луїджі Піранделло). У 1954—1968 працювала в Інституті психології АН Румунії, пройшовши шлях від молодшого наукового співробітника до керівника відділу загальної психології. У 1969 р отримала вчений ступінь доктора наук. У 1968—1980 рр. професор Бухарестського університету. У 1959—1961 рр. секретар редакції, потім до 1972 р заступник головного редактора журналу АН Румунії «Revista de Psihologie».

## Сім'я
Чоловік — Борис Козаку — лінгвіст.

## Праці
Автор статей по мовній теорії комунікації, а також оглядових статей з загальних проблем прикладної лінгвістики.

### Книги
- Limbaj si context (Editura Stiintifica, 1959).
- Dialogul la copii (Editura Academiei, 1961).
- Psiholingvistica, o stiinta a comunicarii (Editura All, 1999).
- Stratageme comunicationale si manipularea (Polirom, 2000).
- Mesterii. Romanteatre (Polirom, 2001).
- 8 patimi. Nuvele «de sertar» (Polirom, 2002).

### Деякі статті
- Code levels, interdisciplinary approach and the object of psycholinguistics // Revue roumaine des sciences sociales. Serie de psychologie. 1970. N 14. P. 51—77.
- The concept of politeness and its formulas in the Romanian language // Fishman, Joshua A. etc.: The Fergusonian impact: vol. 2, Berlin — New York — Amsterdam: Mouton de Gruyter 1986 (Contributions to the sociology of language; 42), 35-58.